# South Renovo
South Renovo és una població dels Estats Units a l'estat de Pennsilvània. Segons el cens del 2000 tenia 557 habitants.

## Demografia
Segons el cens del 2000, South Renovo tenia 557 habitants, 226 habitatges, i 141 famílies. La densitat de població era de 1.075,3 habitants/km².
Dels 226 habitatges en un 29,2% hi vivien nens de menys de 18 anys, en un 46,9% hi vivien parelles casades, en un 10,6% dones solteres, i en un 37,6% no eren unitats familiars. En el 35,8% dels habitatges hi vivien persones soles el 24,3% de les quals corresponia a persones de 65 anys o més que vivien soles. El nombre mitjà de persones vivint en cada habitatge era de 2,28 i el nombre mitjà de persones que vivien en cada família era de 2,92.
Per edats la població es repartia de la següent manera: un 22,3% tenia menys de 18 anys, un 5,6% entre 18 i 24, un 22,1% entre 25 i 44, un 22,4% de 45 a 60 i un 27,6% 65 anys o més.
L'edat mediana era de 45 anys. Per cada 100 dones de 18 o més anys hi havia 83,5 homes.
La renda mediana per habitatge era de 24.853$ i la renda mediana per família de 34.625$. Els homes tenien una renda mediana de 30.455$ mentre que les dones 17.639$. La renda per capita de la població era de 14.751$. Entorn del 6,8% de les famílies i el 10,4% de la població estaven per davall del llindar de pobresa.

## Poblacions més properes
El següent diagrama mostra les poblacions més properes.